# Polar Epsilon
Polar Epsilon ist ein von den kanadischen Streitkräften angelegtes Projekt, mit dem die Streitkräfte aktuelle Klimadaten und eine erweiterte 24-stündige Luftraumüberwachung mithilfe des Erdbeobachtungssatelliten Radarsat-2 einrichten wollen. Das Polar-Epsilon-Projekt ist ein zusätzliches Sicherheitssystem zu dem bereits vorhandenen NORAD-System zum Schutz des Landes und vor unberechtigtem Eindringen in den kanadischen Luftraum. Für dieses Projekt wurden zwei neue Satellitenbodenstationen an der Ost- und Westküste, eine in Masstown, Nova Scotia, die andere in Abbotsford, British Columbia errichtet. Die gewonnenen Daten werden vorwiegend für militärische Einsätze genutzt, sind jedoch auch für andere Regierungseinrichtungen verfügbar.

## Geschichte
Das Polar Epsilon Projekt wurde am 30. Mai 2005 gestartet. Es nutzt die Daten von dem Erdbeobachtungssatelliten Radarat-2, welcher im Jahre 2007 gestartet wurde. Die gesammelten Daten dienen den Militärkommandeuren für diverse Einsätze, die in ihren Zuständigkeitsbereichen fallen. Des Weiteren werden mit dem System die nördlichen Bereiche der Landesgrenzen und die kanadischen Hoheitsgewässer und Fährstraßen überwacht. Weiterhin dienen die gewonnenen Informationen der weltweiten Einsatzplanung der Streitkräfte. 2009 wurde mit dem Bau von zwei neuen Satellitenbodenstationen an der Ost als auch an der Westküste begonnen. Die Bodenstationen wurden im März 2011 fertiggestellt. Ihre volle Einsatzbereitschaft erreichten sie Ende 2011. Diese Bodenstationen werden direkt von den kanadischen Streitkräften bedient.

## Gegenwart
Das Nachfolgeprojekt Radarsat Constellation, welches im Juni 2019 startete, besteht aus einem Netzwerk von drei Erdbeobachtungssatelliten. Diese führen als Ersatz für Radarsat 2 dessen Aufgaben fort und dienen der Datengewinnung.